# Adrien Brody
Adrien Nicholas Brody (Queens, New York, 14 april 1973) is een Amerikaanse filmacteur. Hij is onder meer bekend uit de film The Pianist uit 2002, waarin hij Władysław Szpilman speelde en daarmee een Oscar (voor beste hoofdrol) en een César won. 
Brody is de zoon van de bekende Hongaars-Amerikaanse fotografe Sylvia Plachy en van Elliot Brody, die geschiedenis doceerde en tevens schildert. Zijn vader is van Pools-Joodse afkomst. Met zijn Oscarzege was hij op zijn 29ste de jongste man ooit die deze in de categorie 'beste hoofdrol' won. Brody speelde behalve in films ook mee in twee videoclips van Tori Amos.
In 2024 maakt hij indruk met zijn vertolking van László Tóth in de rijk bekroondeThe Brutalist, waarvoor Brody een tweede Oscar won. Net als in The Pianist speelt het verhaal zich af tegen de achtergrond van de Holocaust. Tóth is een gerenommeerde Hongaars-Joodse architect die Buchenwald overleeft en zijn heil zoekt in de VS; het land van onbegrensde mogelijkheden. Daar botst de individualist en idealist Tóth hard op het Amerikaanse kapitalisme; de VS blijkt voor hem een land van onbegrensde wreedheid. Dat komt vooral voort uit het WASP-antisemitisme waarmee Tóth wordt geconfronteerd. De epiloog geeft een verrassende wending en slot aan deze uiterst actuele film.

## Filmografie

### Films
- 1989: New York Stories - als Mel (segment "Life without Zoe")
- 1991: The Boy who Cried Bitch - als Eddie
- 1993: King of the Hill - als Lester
- 1994: Angels in the Outfield - als Danny Hemmerling
- 1995: Nothing to Lose - als Ray Diglovanni
- 1996: Solo - als Dr. Bill Stewart
- 1996: Bullet - als Ruby Stein
- 1997: The Undertaker's Wedding - als Mario Bellini
- 1997: Six Ways to Sunday - als Arnie
- 1997: The Last Time I Commited Suicide - als Ben
- 1998: Restaurant - als Chris Calloway
- 1998: The Thin Red Line - als Korporaal Fife
- 1999: Oxygen - als Harry
- 1999: Summer of Sam - als Richie
- 1999: Liberty Heights - als Van Kurtzman
- 2000: Bread and Roses - als Sam Shapiro
- 2000: Harrison's Flowers - als Kyle Morris
- 2001: Love the Hard Way - als Jack Grace
- 2001: The Affair of the Necklace - als Nicolas De La Motte
- 2002: Dummy - als Steven
- 2002: The Pianist - Władysław Szpilman
- 2003: The Singing Detective - als First Hood
- 2004: The Village - als Noah Percy
- 2005: The Jacket - als Jack Starks
- 2005: King Kong - als Jack Driscoll
- 2006: Hollywoodland - als Louis Simo
- 2007: Manolete - als Manolete
- 2007: The Darjeeling Limited - als Peter
- 2008: Cadillac Records - als Leonard Chess
- 2008: The Brothers Bloom - als Bloom
- 2009: Giallo - als Inspecteur Enzo Avolfi / Giallo
- 2009: Splice - als Clive Nicoli
- 2009: Fantastic Mr. Fox - als Veldmuis (stem)
- 2010: Predators - als Royce
- 2010: The Experiment - als Travis
- 2011: Wrecked - als Man
- 2011: Detachment - als Henry Barthes
- 2011: Midnight in Paris - als Salvador Dalí
- 2014: The Grand Budapest Hotel - als Dmitri
- 2014: American Heist - als Frankie Kelly
- 2015: Dragon Blade - als Tiberius Claudius Nero
- 2017: Emperor - als Charles V
- 2021: The French Dispatch - als Julian Cadazio
- 2022: See How They Run - als Leo Kopernick
- 2022: Blonde - als De Toneelschrijver
- 2023: Asteroid City - als Schubert Green
- 2024: The Brutalist - als László Tóth

### Televisieseries
Uitgezonderd eenmalige gastrollen.
- 2017: Peaky Blinders - als Luca Changretta - 6 afl.
- 2021: Chapelwaite - als Kapitein Charles Boone - 10 afl.
- 2021: Succession - als Josh Aaronson - 2 afl.
- 2022: Winning Time: The Rise of the Lakers Dynasty - als Pat Riley - 8 afl.

- Bibsys: 1081475
- Biblioteca Nacional de España: XX1366574
- Bibliothèque nationale de France: cb140225062 (data)
- Catàleg d'autoritats de noms i títols de Catalunya: 981058513840306706
- Gemeinsame Normdatei: 129382248
- International Standard Name Identifier: 0000 0001 2096 9087
- Library of Congress Control Number: no99060850
- Nationale Bibliotheek van Letland: 000307226
- Nationale Bibliotheek van Tsjechië: xx0008172
- Nationale bibliotheek van Australië: 40652345
- Nationale Bibliotheek van Israël: 987007455146105171
- Nationale Bibliotheek van Polen: a0000001633069
- Nederlandse Thesaurus van Auteursnamen: 216289491
- Réseau des bibliothèques de Suisse occidentale: 02-A019038906
- Istituto Centrale per il Catalogo Unico: UBOV491082
- Système universitaire de documentation: 052200612
- Virtual International Authority File: 118472411
- WorldCat: E39PBJdWJj3MhHcDG8YBx8XTpP